# (5991) Ивавладис
(5991) Ивавладис (лат. Ivavladis) — типичный астероид главного пояса, открыт 25 апреля 1979 года советским астрономом Николаем Черных в Крымской астрофизической обсерватории и 4 мая 1999 года назван в честь учёного Владислава Иванова.

## Обнаружение и именование
(5991) Ивавладис
Открыт 25 апреля 1979 года в Научном Н. С. Черных.
Назван в честь профессора Санкт-Петербургского института точной механики и оптики, инженера-электромеханика и метролога Владислава Александровича Иванова (р. 1936). Он открыл новый метод визуализации на основе магнитного резонанса и изобрёл ряд приборов для космических, воздушных, морских и подземных исследований.
Оригинальный текст (англ.)5991 Ivavladis
Discovered 1979-04-25 by Chernykh, N. S. at Nauchnyj.
Named in honor of Vladislav Aleksandrovich Ivanov (b. 1936), professor at the St. Petersburg Institute of Fine Mechanics and Optics. An electromechanical engineer and metrologist, he discovered a new imaging technique on the basis of magnetic resonance and invented a number of instruments for space, air, marine and subterranean investigations.
Источники: DISCOVERY.DB; M.P.C. 34622.

## Орбита

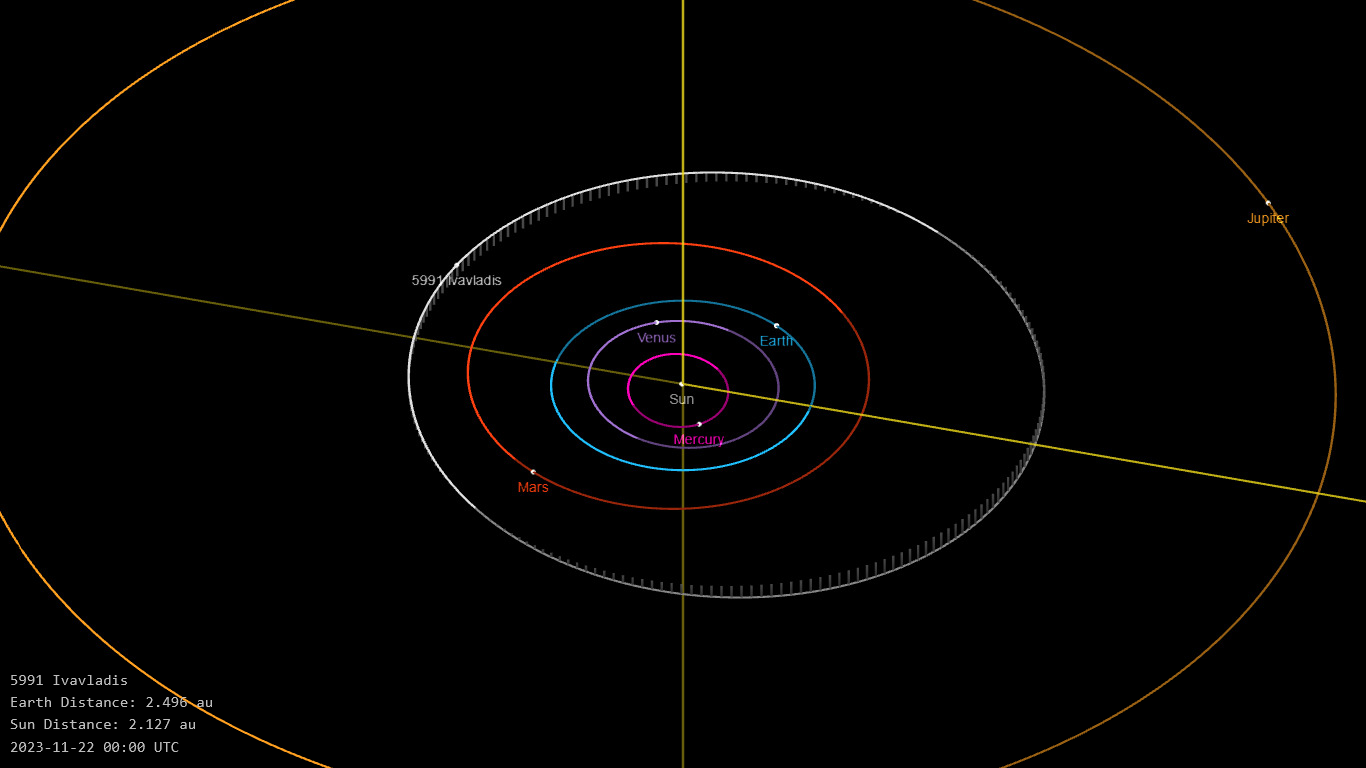
Орбита астероида Ивавладис и его положение в Солнечной системе

## Физические характеристики
Астероид относится к таксономическому классу X.
По результатам наблюдений в видимом и ближнем инфракрасном диапазоне космического телескопа NEOWISE диаметр астероида оценивался равным 4,160±0,176 км. Согласно тем же источникам альбедо оценивается как 0,2133±0,0448 и 0,213±0,045.